# عامل صحة المجتمع

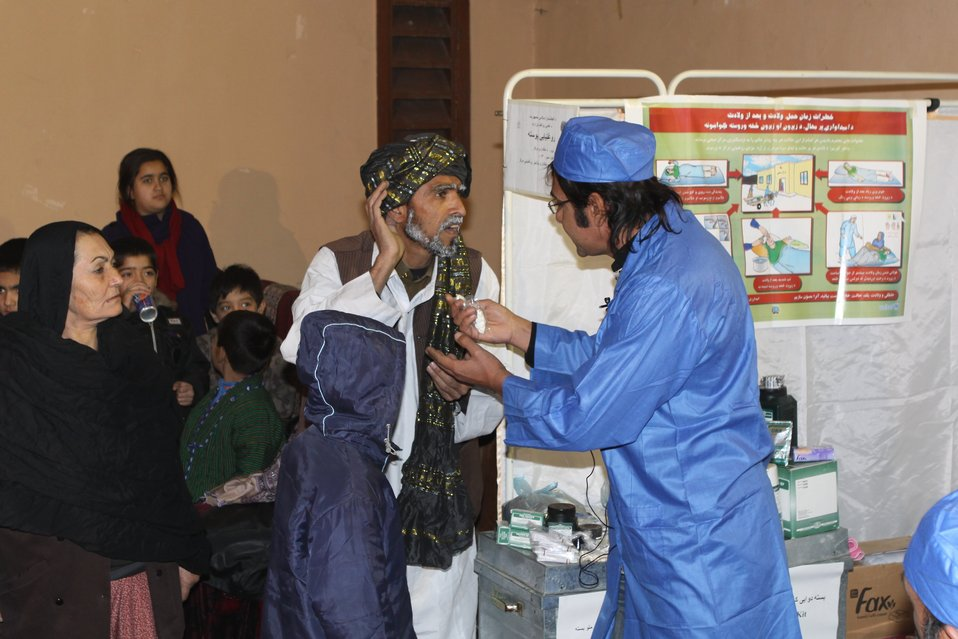

عامل صحة المجتمع (CHW) أو العامل في مجال صحة المجتمع هو عضو من المجتمع اختاره أعضاؤه أو المنظمات من أجل توفير الرعاية الصحية والطبية الأساسية ضمن مجتمعهم، وهو قادر على توفير الرعاية الوقائية والترويجية وإعادة تأهيل ذلك المجتمع. تشمل المصطلحات الأخرى لهذا النمط من مقدّمي الرعاية الصحية، عامل صحي غير متخصص وعامل صحي في القرية ومساعد صحة المجتمع ومروج لصحة المجتمع ومستشار صحي.
يساهم العاملون في مجال صحة المجتمع في تنمية المجتمع وبإمكانهم مساعدة المجتمعات على تحسين الوصول إلى الخدمات الصحية الأساسية. يكون عاملو صحة المجتمع أكثر فعالية بعد تلقّيهم التدريب بشكل صحيح على توفير المعلومات والخدمات للمجتمع. يُعد عاملو صحة المجتمع الأكثر جدارة في تقديم الخدمات الصحية للمناطق محدودة الموارد. يُنظر إلى هذه الخدمات الصحية على أنها ثانوية في معظم البلدان منخفضة الدخل، ومتوفرة كخدمة للمجتمع.
يوجد في العديد من البلدان النامية، خاصة في أفريقيا جنوب الصحراء، نقص حاد في عدد المهنيين الصحيين متقدّمي التعليم. لا تستطيع كليات الطب والتمريض الحالية تدريب عدد كافي من العاملين لمواكبة الطلب المتزايد على خدمات الرعاية الصحية والهجرة الداخلية والخارجية للعاملين الصحيين والوفيات بسبب الإيدز والأمراض الأخرى وانخفاض إنتاجية القوى العاملة والنمو السكاني.
يحصل عاملو الصحة المجتمعية على قدر محدود من التدريب والإمدادات والدعم لتوفير خدمات الرعاية الصحية الأولية الأساسية للسكان. أثبتت البرامج التي تشمل العاملين في مجال صحة المجتمع في الصين والبرازيل وإيران وبنغلاديش، أن الانتفاع من وجود هؤلاء العاملين يمكن أن يساعد في تحسين النتائج الصحية لعدد كبير من أفراد المجتمع في المناطق المحرومة من الخدمة. يعتبر «تحويل المهام» في وظائف الرعاية الأولية من العاملين الصحيين المحترفين إلى العاملين في مجال صحة المجتمع، وسيلة لزيادة كفاءة استخدام الموارد البشرية المتاحة حاليًا وتحسين صحة الملايين بتكلفة معقولة.